# ラファエル・コラン
ラファエル・コラン（Raphaël Collin、1850年6月17日 - 1916年10月21日）は、フランスの画家。日本から留学した黒田清輝らを指導した。

## 生涯
パリで生まれた。パリの学校で学んだ後、ムーズ県のヴェルダンに移り、ヴェルダンではジュール・バスティアン＝ルパージュ(1848-1884)と知り合い友人になった。パリに戻り、エコール・デ・ボザール（美術学校）でウィリアム・アドルフ・ブグローやアレクサンドル・カバネルのスタジオで学んだ。同時期にカバネルのスタジオで学んだ学生には、ルパージュの他、フェルナン・コルモン(1845-1924)、エメ・モロー(1850-1913)、ジャン＝ジョセフ・バンジャマン＝コンスタン(1845-1902)らがいる。1873年にパリのサロン入選作「眠り」を出展し、その後多くの展覧会で賞を得た。
1894年、レジオンドヌール勲章（オフィシエ）受章。画学校を主宰し、1902年エコール・デ・ボザール教授になった。
アカデミーの古典的な骨格を備えながら、印象派や象徴主義の影響を受けた優美な画風の作品を制作し、裸婦像も多い。印象主義の影響を受けた折衷的な作風は外光派（Pleinairisme）と呼ばれる。
コラン初の日本人弟子となった藤雅三（1853-1916、工部美術学校卒）の紹介で黒田清輝・久米桂一郎が指導を受け、後に岡田三郎助、和田英作もコランの元で学んだ。
日本ではこれら洋画家の師として知られるが、フランス絵画史では印象派の最盛期にあたるため、折衷的なコランの画風が評価されることは少なく、当のフランスでもほぼ忘れられた作家であるという。日本では静岡県立美術館などでコランの回顧展（1999年-）が開催された。

## 作品

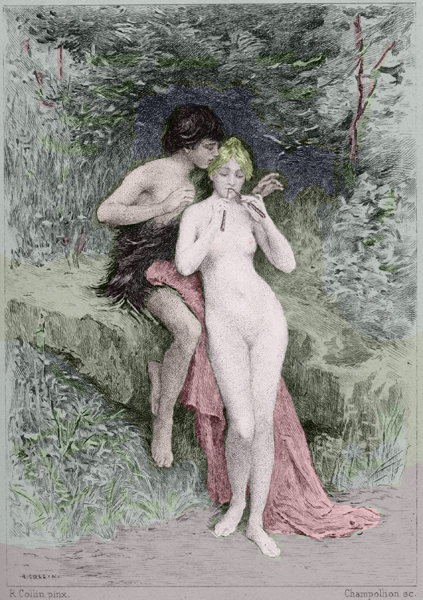
『ダフニスとクロエ』
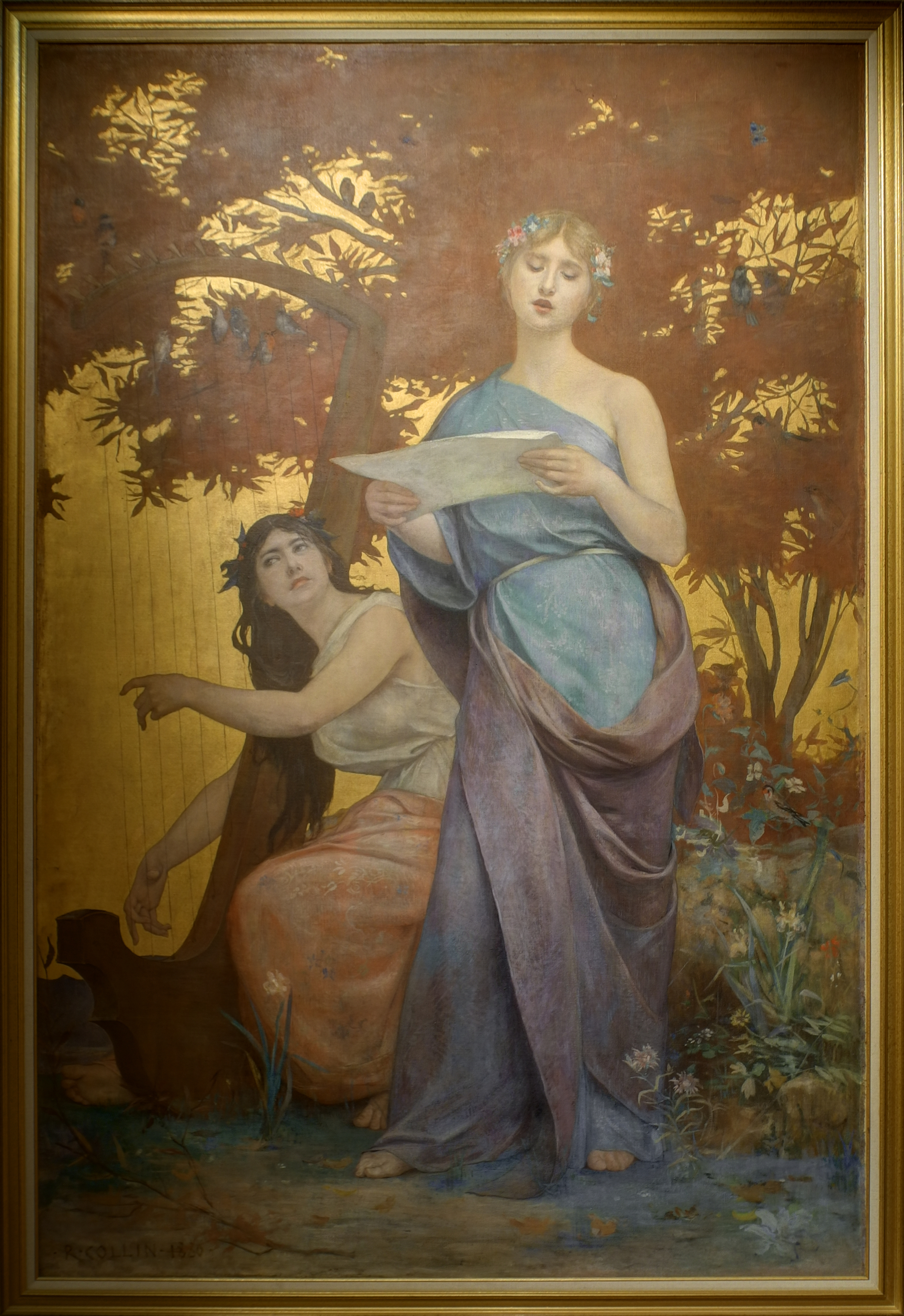
『ラ・チャント』（1880年）
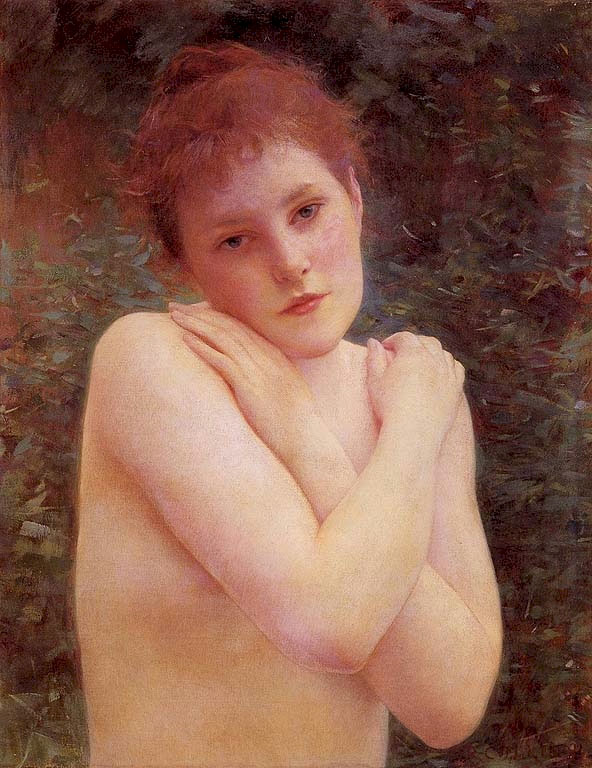
『裸婦』（1892年）

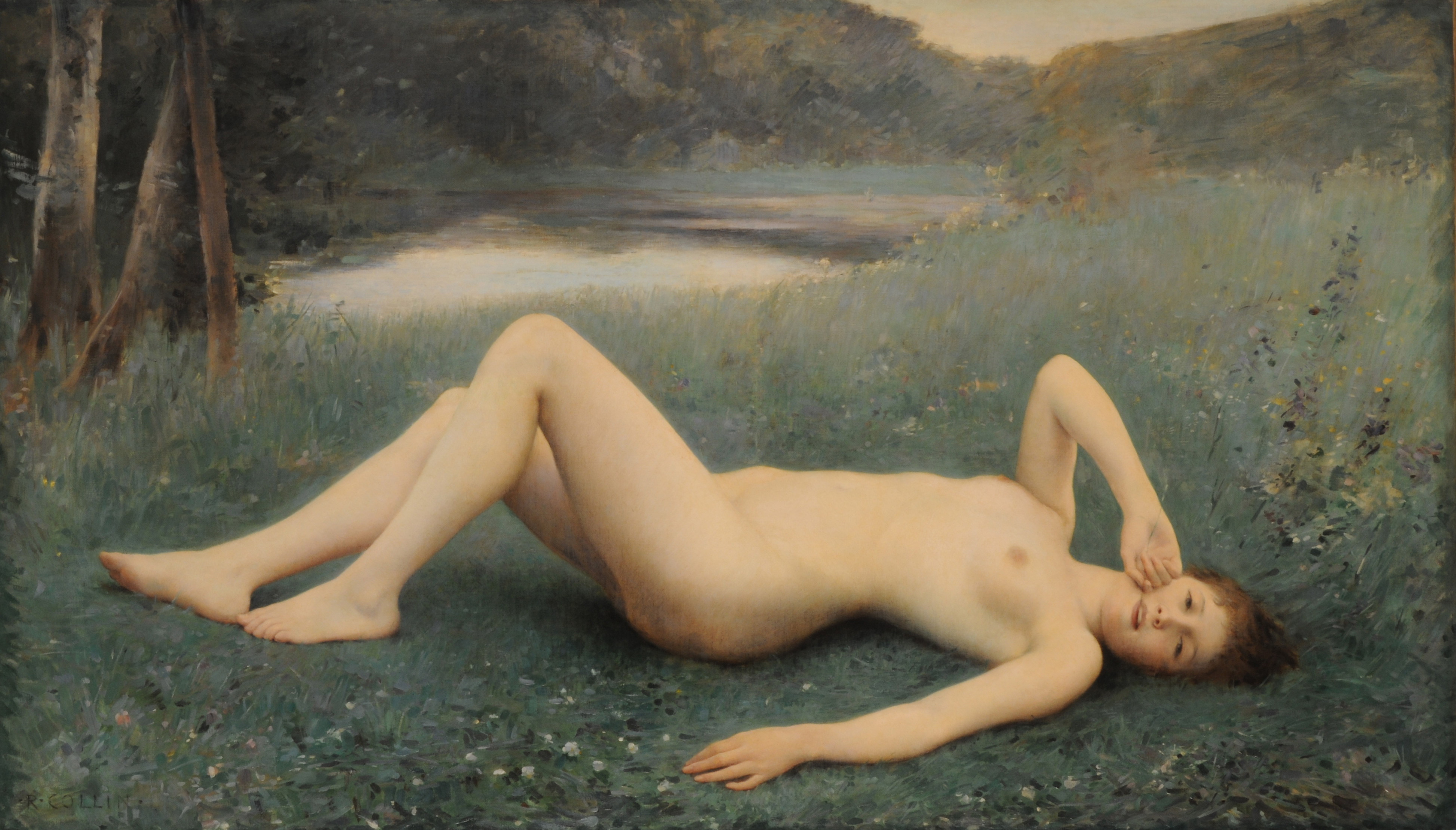
『フロレアル』（1888年）
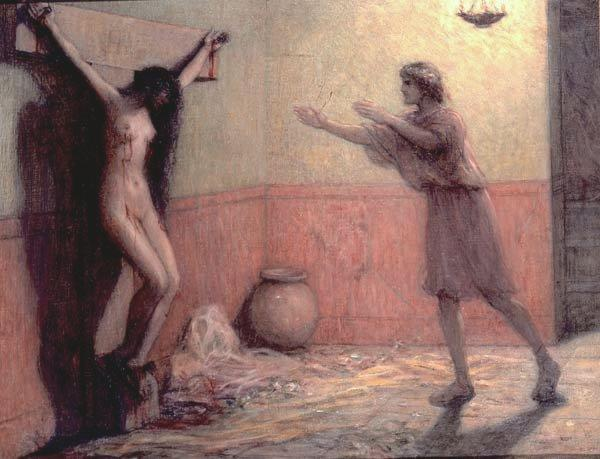
ピエール・ルイスの『アフロディーテ（小説）（英語版）』（1890年）の挿し絵、磔にされた女性

## ラファエル・コランに学んだ学生
- マリアンヌ・ストークス (1855–1927)
- イソベル・リリアン・グローグ (1865-1917)
- 黒田清輝 (1866–1924)
- ヘレン・ハイド (1868–1919)
- 岡田三郎助 (1869–1939)
- 和田英作 (1874–1959)
- パウラ・モーダーゾーン＝ベッカー (1876–1907)
- マルグリット・ドゥロルム (1876-1946)
- キャサリン・ソフィ・ドライア (1877-1952)
- 犬塚きぬ（岩下家一の妻）